# Victor Snieckus

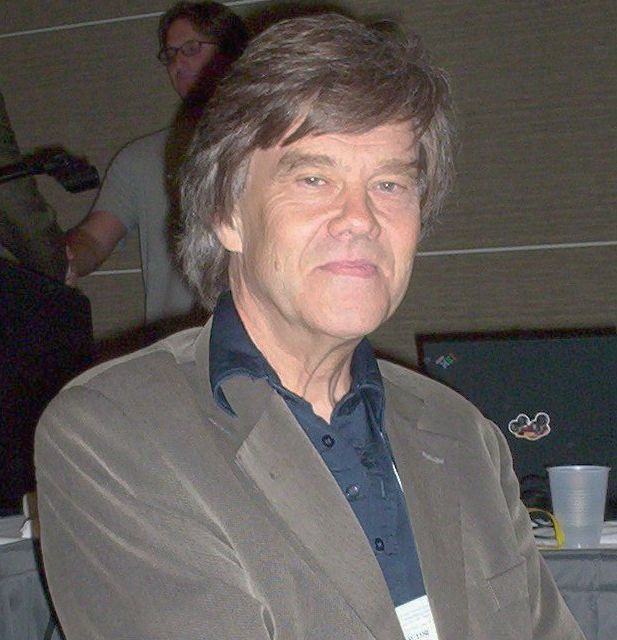
Snieckus beim Boston ACS Meeting 2007

Victor Snieckus (* 1. August 1937 in Kaunas; † 18. Dezember 2020) war ein kanadischer Chemiker litauischer Herkunft, welcher für seine Arbeiten zur Organischen Synthesechemie international bekannt wurde, insbesondere für seine Beiträge zur Ortho-Metallierung und Heterocyclenchemie.

## Leben
Snieckus wurde am 1. August 1937 in Kaunas in Litauen geboren. Er studierte Chemie an der University of Alberta und an der University of California, Berkeley. Er fertigte bis 1965 seine Doktorarbeit an der University of Oregon an. Von 1965 bis 1966 arbeitete er unter Oliver E. Edwards als Postdoc am National Research Council of Canada. Von 1967 bis 1971 war er Assistant Professor an der University of Waterloo. Im Zeitraum von 1971 bis 1979 war er Associate Professor und von 1979 bis 1992 Professor an derselben Universität. Er wurde 1998 Bader Chair in Organic Chemistry an der Queen’s University (Kingston) und 2009 Bader Chair in Organic Chemistry Emeritus.

## Wissenschaftliches Werk
Snieckus Forschung widmete sich der Organischen Synthesechemie und Methodenentwicklung. Bekannt wurde er unter anderem für seine Pionierarbeiten zur Organolithiumchemie (z. B. Ortho-Metallierung) und Heterocyclen Chemie. Er war maßgeblich an der Entwicklung der Fachzeitschriften Synlett und Synfacts des Thieme-Verlags beteiligt. Snieckus war Volume Editor für Science of Synthesis. 2017 veröffentlichte Synlett ein Special issue anlässlich seines 80. Geburtstages. Paul Knochel und Kevin P. Cole veröffentlichten 2021 einen Artikel zu seinem Gedenken.

## Publikationen (Auswahl)
- Dizincation of a 2-Substituted Thiophene: Constructing a Cage with a [16]Crown-4 Zincocyclic Core[10]
- Directors extend their reach[11]
- Combined Directed ortho Metalation−Halogen Dance (HD) Synthetic Strategies. HD−Anionic ortho Fries Rearrangement and Double HD Sequences[12]
- Iridium-Catalyzed C-H Activation versus Directed ortho Metalation: Complementary Borylation of Aromatics and Heteroaromatics[13]
- Beyond Thermodynamic Acidity: A Perspective on the Complex-Induced Proximity Effect (CIPE) in Deprotonation Reactions[14]
- The directed ortho metalation — Cross-coupling symbiosis in heteroaromatic synthesis[15]
- Directed ortho metalation. Tertiary amide and O-carbamate directors in synthetic strategies for polysubstituted aromatics[16]
- On the Mechanism of the Directed ortho and Remote Metalation Reactions of N,N-Dialkylbiphenyl 2-carboxamides[17]

## Auszeichnungen
- 1993: Fellow of the Royal Society of Canada[7]
- 1996: Humboldt-Forschungspreis[7]
- 2001: International Society for Heterocyclic Chemistry Award[7]
- 2001: AstraZeneca Excellence Award in Organic Synthesis[7]
- 2001: Arthur C. Cope Scholar Award[4]
- 2005: Bernard Belleau Award of the Canadian Society for Chemistry[7]
- 2009: Fellow of the American Chemical Society (ACS)[7]
- 2013: Global Lithuanian Award[4]
- Gedimino Order of the Republic of Lithuania[7]
- Honoris causa der Tallinn University of Technology[7]